# Gideon Ericsson
Gideon Levi Ericsson (Stoccolma, 2 marzo 1871 – Stoccolma, 27 gennaio 1936) è stato un tiratore a segno svedese.

## Palmarès

### Olimpiadi
- 1 medaglia:
  - 1 bronzo (Stoccolma 1912 nella carabina piccola bersaglio a scomparsa individuale)